# My Soul Sings
My Soul Sings é o quinto álbum gravado ao vivo pela banda Delirious?, lançado a 16 de Março de 2009.
Em Setembro de 2008, a banda participou na MCI Convention Centre em Bogotá, para gravar o disco, composto por um CD e um DVD. Estiveram presentes 15 mil pessoas nas duas noites de concerto.
Será provavelmente o último disco da banda, antes da separação no final de 2009.
O disco atingiu o nº 42 do Top Christian Albums.

## Faixas

### CD
1. "Rain Down" (Martin Smith, Stu Garrard)
2. "God Is Smiling" (Smith, Garrard, Jon Thatcher)
3. "God's Romance" (Smith)
4. "Hallelujah" (Smith, Garrard, Thatcher)
5. "Bliss" (Smith, Garrard)
6. "Love Will Find A Way" (Smith, Garrard, Thatcher)
7. "All God's Children" (Smith, Garrard, Thatcher)
8. "History Maker" (Smith)
9. "Break The Silence" (Smith, Garrard, Thatcher, Iain Archer)
10. "Deeper" (Smith, Garrard)
11. "Majesty" (Garrard, Smith)
12. "Kingdom Of Comfort" (Smith, Garrard, Thatcher)
13. "Stare The Monster Down" (Smith, Garrard, Thatcher)
14. "My Soul Sings" (Smith, Garrard, Thatcher)

### DVD
1. "Rain Down" (Smith, Garrard)
2. "God Is Smiling" (Smith, Garrard, Thatcher)
3. "Bliss" (Smith, Garrard)
4. "Love Will Find A Way" (Smith, Garrard, Thatcher)
5. "All God's Children" (Smith, Garrard, Thatcher)
6. "How Sweet The Name" (Smith, Garrard, Thatcher)
7. "History Maker" (Smith)
8. "Break The Silence" (Smith, Garrard, Thatcher, Archer)
9. "Deeper" (Smith, Garrard)
10. "Majesty" (Garrard, Smith)
11. "Paint The Town Red" (Smith, Garrard, Thatcher, Stewart Smith, Tim Jupp)
12. "Kingdom Of Comfort" (Smith, Garrard, Thatcher)
13. "Stare The Monster Down" (Smith, Garrard, Thatcher)
14. "My Soul Sings" (Smith, Garrard, Thatcher)